# Darrfeuchte
Als Darrfeuchte oder Trockenfeuchte bezeichnet man den Zustand eines Materials, bei dem kein freies Wasser mehr vorhanden ist.

## Messung
Bei der Feuchtemessung eines Materials und der Angabe der Rohdichte wird die Masse der trockenen Substanz bei Darrfeuchte als Referenzwert benötigt:
{\displaystyle W_{\text{gesamt}}={\frac {m_{\text{Feucht}}-m_{\text{Trocken}}}{m_{\text{Trocken}}}}\cdot 100\,\%}
Um die Darrfeuchte zu ermitteln, wird das standardisierte Verfahren, die gravimetrische Trocknungs-Wäge-Methode angewendet. Es gilt als das genaueste Verfahren und dient deshalb auch als Bezugsverfahren für andere Feuchtemessmethoden.